# Jacques Rogge
Jacques Rogge (sinh 2 tháng 5 năm 1942 - mất 29 tháng 8 năm 2021), người Bỉ, là nhà quản lý thể thao và một bác sĩ. Ông đảm nhiệm chức vụ Chủ tịch Ủy ban Olympic quốc tế (IOC) từ năm 2001 đến 2013. Từ 2013, ông trở thành Chủ tịch danh dự của Tổ chức này.

### Thắng cử vị trí chủ tịch IOC nhiệm kỳ 2001-2013
Tại cuộc bầu cử vị trí chủ tịch Ủy ban Olympic quốc tế (IOC), Jacques Rogge đã đánh bại hai ứng cử viên nặng ký Kim Un-Yong (Hàn Quốc) và Dick Pound (Canada) trong cuộc bầu chọn người kế nhiệm ông Juan Antonio Samaranch, sau hai vòng bỏ phiếu tại phiên họp thứ 112 của Tổ chức này ở Moskva vào chiều  16/7/2001.
|                                                                  |
| Jacques Rogge được đánh giá rất cao ngay trước khi bỏ phiếu kín. |

Đúng như dự đoán, nữ luật sư người Mỹ Anita DeFranz bị loại ngay ở vòng đầu, còn Pal Schmitt (Hungary) là người nhận được số phiếu thấp nhất ở vòng hai.
| "Tôi sẽ cống hiến hết sức lực để bảo vệ thể thao khỏi sự tấn công của doping, tham nhũng và bạo lực". |
| Lời của tân Chủ tịch IOC Jacques Rogge.                                                               |

Vui mừng trước chiến thắng, bác sĩ Rogge phát biểu: "Tôi xin cảm ơn tất cả đồng nghiệp tại IOC, những người đã tín nhiệm tôi. Tôi sẽ làm việc hết mình vì phong trào Olympic quốc tế". Với phong thái của một nhà ngoại giao, Rogge nói: "Đây là một cuộc chiến kéo dài, nhưng hoàn toàn fair-play và không có người thua. Tôi muốn tất cả các ứng cử viên khác sẽ tiếp tục sát cánh bên tôi, dù họ không cảm thấy vui trong thời điểm này. Phong trào Olympic cần những người tài năng như họ".
Rogge đã giành chiến thắng thuyết phục trước Pound và Kim nhờ sự ủng hộ của các đại biểu châu Âu. Trong khi đó, ông Kim lại phải chật vật để chứng tỏ sự trong sạch của mình trước giờ bỏ phiếu. Ông bị báo giới lên án là đã hứa sẽ tăng lương cho các thành viên IOC khi đắc cử, nhằm nhận được đa số phiếu ủng hộ. Tiểu ban Đạo đức của IOC đã thanh minh hộ ông, nhưng những tai tiếng xung quanh vụ bê bối "nhận quà để bỏ phiếu" tại chiến dịch đăng cai Thế vận hội mùa đông của Salt Lake City đã chống lại Kim.
Không những thế, việc Bắc Kinh đã giành quyền đăng cai Olympic 2008 cũng có ảnh hưởng không nhỏ đến việc các đại biểu "chấm" người kế nhiệm ngài Samaranch.
Rogge qua đời vào ngày 29 tháng 8 năm 2021 tại Deinze, Bỉ do các vấn đề do bệnh Parkinson gây ra, hưởng thọ 79 tuổi.